# HD 179949
HD 179949 ist ein 88,07 Lichtjahre von der Erde entfernter Gelber Zwerg mit einer Rektaszension von 19h 15m 33s und einer Deklination von −24° 10' 45". Er besitzt eine scheinbare Helligkeit von 6,25 mag. Im Jahre 2000 entdeckte C. G. Tinney einen extrasolaren Planeten, der diesen Stern umkreist. Dieser trägt den Namen HD 179949 b.